# Dzięciur ciemny
Dzięciur ciemny (Melanerpes herminieri) – gatunek średniej wielkości ptaka z rodziny dzięciołowatych (Picidae). Występuje endemicznie na terenie Gwadelupy (Małe Antyle), głównie na Basse-Terre.
TaksonomiaPo raz pierwszy gatunek został opisany przez francuskiego przyrodnika René-Primevère Lessona w 1830 roku. Nie wyróżnia się podgatunków.
ŚrodowiskoNaturalnym środowiskiem dla dzięciura ciemnego są lasy tropikalne, namorzynowe i bagienne, występuje też w pobliżu plantacji z dużymi drzewami. Spotykany w przedziale wysokości 0–1000 m n.p.m., najczęściej 100–700 m n.p.m. Wykuwa dziuple w pniach uschniętych drzew.
MorfologiaDługość ciała 24–29 cm; masa ciała: samce 86–97 g, samice 69–78 g.
PożywienieBezkręgowce (głównie termity, mrówki, larwy owadów, wije), drobne kręgowce, nasiona i owoce.
StatusMiędzynarodowa Unia Ochrony Przyrody (IUCN) od 2019 roku uznaje dzięciura ciemnego za gatunek najmniejszej troski (LC – Least Concern); wcześniej, od 1994 roku miał on status gatunku bliskiego zagrożenia (NT – Near Threatened). Wielkość populacji szacuje się na około 16 tysięcy dorosłych osobników. BirdLife International uznaje trend liczebności populacji za wzrostowy. Około 27% zasięgu występowania leży w granicach Parku Narodowego Gwadelupy. Do głównych zagrożeń dla tego gatunku należy wycinka lasów tropikalnych i wycinanie uschniętych drzew. Do innych zagrożeń należą zniszczenia lasów spowodowane przez huragany, drapieżnictwo ze strony szczurów, użycie pestycydów czy nielegalne polowania.